# Pragobanka Cup 1997
Der Pragobanka Cup 1997 war die vierte Austragung des seit 1994 in Tschechien stattfindenden Eishockeyturniers. Das Turnier war seit 1996 Teil der neu stattfindenden Euro Hockey Tour. 1997 spielten zum ersten Mal die Nationalmannschaften Schwedens, Tschechiens, Russlands und Finnlands um den inoffiziellen Titel der besten Europäischen Nationalmannschaft.
Die Spiele des Jahres 1997 fanden vom 28. bis 31. August vor insgesamt 24.930 Zuschauern in Zlín statt. 
Die Tschechische Nationalmannschaft konnte zum dritten Male das Turnier gewinnen.

## Spiele
| 28. August 1997 | Finnland Lasse Pirjetä (8.) Antti-Jussi Niemi (10.) Juha Riihijärvi (12.) Jussi Tarvainen (17.) Kimmo Rintanen (23.) Mikko Eloranta (24.) Ville Peltonen (34.) Juha Riihijärvi (54.) | 8:1 (4:1, 3:0, 1:0) | Schweden Patrik Juhlin (7.) | Zlín Zuschauer: 1.284 |

| 28. August 1997 | Tschechien Radek Bělohlav (2.) Jiří Zelenka (8.) František Kučera (17.) Petr Ton (27.) Jiří Vykoukal (38.) | 5:0 (3:0, 2:0, 0:0) | Russland | Zlín Zuschauer: 4.699 |

| 29. August 1997 | Finnland Kai Nurminen (14., 23.) | 2:2 (0:1, 1:1, 1:0) | Russland Alexei Morosow (37., 42.) | Zlín Zuschauer: 1.608 |

| 30. August 1997 | Tschechien David Výborný (5.) Josef Beránek (9., 21.) Ondřej Kratěna (28.) Petr Ton (55.) | 5:2 (2:0, 2:2, 1:0) | Schweden Patrik Juhlin (33.) Kim Johnsson (34.) | Zlín Zuschauer: 6.642 |

| 31. August 1997 | Russland Alexei Morosow (12.) Alexander Prokopjew (50.) Alexei Morosow (54., 60.) | 4:2 (1:0, 0:2, 3:0) | Schweden Anders Huusko (26.) Andreas Karlsson (39.) | Zlín Zuschauer: 3.447 |

| 31. August 1997 | Tschechien Tomáš Vlasák (5.) Roman Meluzín (16., 26.) Petr Ton (30.) Pavel Patera (35.) Petr Ton (59.) | 6:3 (2:1, 3:1, 1:1) | Finnland Janne Ojanen (10., 24.) Marko Kiprusoff (47.) | Zlín Zuschauer: 7.250 |

## Tabelle
| Pl. | Nationalmannschaft | Sp | S | U | N | Tore  | Punkte |
| 1.  | Tschechien         | 3  | 3 | 0 | 0 | 16:05 | 9      |
| 2.  | Finnland           | 3  | 1 | 1 | 1 | 13:09 | 4      |
| 3.  | Russland           | 3  | 1 | 1 | 1 | 06:09 | 4      |
| 4.  | Schweden           | 3  | 0 | 0 | 3 | 05:17 | 0      |

## Die besten Spieler
Beste Scorer
| Spieler    | Mannschaft       | Tore | Vorlagen | Punkte |
| ---------- | ---------------- | ---- | -------- | ------ |
| Tschechien | Petr Ton         | 4    | 2        | 6      |
| Tschechien | Josef Beránek    | 2    | 4        | 6      |
| Russland   | Alexei Morosow   | 5    | 0        | 5      |
| Finnland   | Juha Riihijärvi  | 2    | 3        | 5      |
| Finnland   | Janne Ojanen     | 2    | 2        | 4      |
| Tschechien | Radek Bělohlav   | 1    | 3        | 4      |
| Tschechien | Roman Meluzín    | 2    | 1        | 3      |
| Schweden   | Andreas Karlsson | 1    | 2        | 3      |
| Tschechien | Pavel Patera     | 1    | 2        | 3      |
| Finnland   | Ville Peltonen   | 1    | 2        | 3      |
| Tschechien | Jiří Vykoukal    | 1    | 2        | 3      |
| Tschechien | Libor Procházka  | 0    | 3        | 3      |